# Peter R. Huttenlocher
Peter R. Huttenlocher (* 23. Februar 1931 in Oberlahnstein; † 15. August 2013 in Chicago) war ein deutschamerikanischer Neuropädiater und Neurowissenschaftler.

## Leben
Peter Huttenlocher reiste 1949 in die USA, zunächst um seine Mutter zu besuchen. Sie hatte vor dem Zweiten Weltkrieg die Familie verlassen und war aufgrund ihrer Ablehnung des Nationalsozialismus in die Vereinigten Staaten emigriert. Er studierte an der University at Buffalo Philosophie bis zu seinem Bachelor-Abschluss. Anschließend wechselte er zur Harvard University in Cambridge (Massachusetts), wo er als Doctor of Medicine (M.D.) abschloss. Als Assistant Professor lehrte und forschte Huttenlocher von 1964 bis 1966 an der Harvard University und dann bis 1974 an der Yale University in New Haven (Connecticut). Von 1974 bis zu seiner Emeritierung im Jahr 2003 war er an der University of Chicago (Illinois) tätig.
Peter Huttenlochers Vater Richard war ein aus Stuttgart stammender Chemiker, seine Mutter Else Opernsängerin. Der Bruder seines Vaters war der deutsche Geograph Friedrich Huttenlocher. Seit 1954 war er mit der Psychologin Janellen Huttenlocher, geb. Burns, verheiratet. Er hatte zwei Söhne und eine Tochter, den Informatiker Daniel Huttenlocher und die Immunologin Anna Huttenlocher.

## Wissenschaftliche Leistungen
Huttenlochers wichtigstes Forschungsgebiet war die Entwicklung der Synapsen im menschlichen Großhirn. Hier wurden besonders seine Untersuchungen vom Ende der 1970er Jahre bekannt, als es ihm als erstem gelang, die Anzahl der Synapsen in den Gehirnen von Kleinkindern zu messen. Seine Arbeit zeigte, dass in der Zeit von der Geburt bis zum dritten Lebensjahr die Zahl der Synapsen im Gehirn mit großer Geschwindigkeit zunimmt, während sie sich danach wieder verringert. Da Synapsen die Kontaktstellen sind, die Nervenzellen miteinander verbinden, erklären Huttenlochers Forschungsarbeiten die enorme Lern- und Anpassungsfähigkeit von Kleinkindern. Seine Untersuchungen zeigten auch, dass verschiedene Gehirnregionen die größte Produktionsgeschwindigkeit der Synapsen jeweils zu anderen Zeiten erreichen. Die Vermutung, dass Kleinkinder in verschiedenen Altersstufen jeweils auf ganz unterschiedliche Arten lernen, konnte damit zum ersten Mal auf die Bildung der Synapsen in den verschiedenen Bereichen des Gehirns zurückgeführt werden. Die Bedeutung dieser Entdeckung hob der Nobelpreisträger Eric Kandel hervor:
„It would be hard to think of another discovery that is so central to our understanding of pediatric neurology.“
„Man kann sich kaum eine andere Entdeckung vorstellen, die von so zentraler Bedeutung für unser Verständnis der Neuropädiatrie ist.“
Seine Entdeckung trug wesentlich zur vorteilhaften Beurteilung des frühkindlichen Lernens bspw. in der Fremdsprachenvermittlung oder Musikausbildung bei.
Anerkennung erwarb sich Huttenlocher auch durch seine Untersuchungen zum Reye-Syndrom. Nach ihm wurde eine von ihm erforschte neurodegenerative Erkrankung benannt, das Alpers-Huttenlocher-Syndrom.

## Schriften (Auswahl)
- Peter R. Huttenlocher: Neural Plasticity: The Effects of Environment on the Development of the Cerebral Cortex (Perspectives in Cognitive Neuroscience). Harvard University Press, Cambridge 2002, ISBN 978-0-674-00743-7.
- P. R. Huttenlocher, A. S. Dabholkar: Regional differences in synaptogenesis in human cerebral cortex. In: The Journal of comparative neurology. Band 387, Nummer 2, Oktober 1997, S. 167–178, ISSN 0021-9967. PMID 9336221.
- P. R. Huttenlocher: Synaptic density in human frontal cortex – developmental changes and effects of aging. In: Brain research. Band 163, Nummer 2, März 1979, S. 195–205, ISSN 0006-8993. PMID 427544.